# Finlandia en los Juegos Europeos de Minsk 2019
Finlandia participó en los Juegos Europeos de Minsk 2019. Responsable del equipo nacional fue el Comité Olímpico Finlandés.
La portadora de la bandera en la ceremonia de apertura fue la boxeadora Elina Gustafsson.

## Medallistas
El equipo de Finlandia obtuvo las siguientes medallas:
| Nombre         | Deporte            | Competición       |
| -------------- | ------------------ | ----------------- |
| Oro            |                    |                   |
| Mira Potkonen  | Boxeo              | Ligero (–60 kg) F |
| Emil Soravuo   | Gimnasia artística | Suelo M           |
| Plata          |                    |                   |
| —              |                    |                   |
| Bronce         |                    |                   |
| Titta Keinänen | Karate             | Kumite +67 kg F   |